# Lev Kofman
Pour les articles homonymes, voir Kofman.
Lev Abramovitch Kofman (en russe : Лев Абрамович Кофман), né le 17 juin 1957 en Union Soviétique et décédé le 12 novembre 2009 à Toronto, est un cosmologue soviétique/estonien puis canadien.

## Biographie
Il fut professeur au Canadian Institute for Theoretical Astrophysics au sein de l'Université de Toronto. Ses travaux portent principalement sur la théorie de l'inflation, le réchauffage dont il a été un des pionniers, la théorie des perturbations cosmologiques, les grandes structures de l'univers (il a entre autres forgé le concept de "cosmic web" les lentilles gravitationnelles, les modèles cosmologiques avec matière noire, la cosmologie branaire, la cosmologie cordiste, la cosmologie des théories de supergravité.

## Extrait des principales publications
- (en) Lev Kofman, Andrei D. Linde, Alexei A. Starobinsky, Reheating after inflation, Physical Review Letters, 73, 3195-3198 (1994), hep-th/9405187 Voir en ligne. Article disponible sur l'arXiv. Cet article pose les bases de la théorie du réchauffage(reheating) de l'univers à la fin de l'inflation.
- (en) Lev Kofman, Andrei D. Linde, Alexei A. Starobinsky, Towards the theory of reheating after inflation, Physical Review D, 56, 3258-3295 (1997), hep-ph/9704452 Voir en ligne.
- (en) J. Richard Bond (en), Lev Kofman, Dmitri Pogosian, How filaments are woven into the cosmic web, Nature 380, 603-606 (1996), astro-ph/9512141 Voir en ligne. Cet article présente un modèle quantitatif reproduisant la structure filamenteuse observée à très grande échelle de la répartition des galaxies.